# Begonia mariannensis
Espèce
Begonia mariannensis est une espèce de plantes de la famille des Begoniaceae.
L'espèce fait partie de la section Knesebeckia.
Elle a été décrite en 1995 par Dieter Carl Wasshausen (1938-…) et Tracy McClellan.

## Répartition géographique
Cette espèce est originaire du pays suivant : Trinité-et-Tobago.